# 아폴터른 암 알비스
아폴터른 암 알비스(독일어: Affoltern am Albis, Affoltern aA로 약칭, 스위스 독일어 : Affoltere)는 스위스 취리히주의 아폴터른 지역에 있는 도시이자, 자치체이다.
아폴터른의 공식 언어는 (스위스 표준의 다양한) 독일어이지만, 주요 구어 언어는 알레만계 스위스 독일어 방언의 현지 변형이다.

## 역사
아폴터른은 1190년에 Afiltre로 처음 언급되었다.

## 지리
아폴터른의 면적은 10.6k㎡이다. 이 면적 중 45.7%는 농업용으로 사용되며, 28.9%는 산림이다. 나머지 토지 중 25%는 정착지(건물 또는 도로)이고, 나머지(0.5%)는 불모지(강, 빙하 또는 산)이다.
시정촌은 로이스 주변의 빙퇴석 풍경의 알비스 언덕 서쪽에 위치해 있다. 그것은 오버-와 운터아폴터른, 츠빌리콘 및 루-페렌바흐의 합병을 통해 19세기에 만들어졌다.

## 인구통계
아폴터른의 인구(2020년 12월 31일 기준)는 12,289명이다. 2007년 기준으로 전체 인구의 25.5%가 외국인이다. 지난 10년 동안 인구는 9.8%의 비율로 증가했다. 2000년 기준, 인구 대부분인 82.5%는 독일어를 사용하며, 이탈리아어가 두 번째로 많이 사용(5.0%)하고, 세르비아-크로아티아어가 세 번째(3.7%)이다.
2007년 선거에서 가장 인기 있는 정당은 37.5%의 득표율을 기록한 SVP였다. 다음으로 가장 인기 있는 세 정당은 SPS (17.3%), FDP (11.4%) 및 CSP (11.3%)였다.
인구의 연령분포(2000년 기준)는 어린이와 청소년(0~19세)이 전체 인구의 25.2%, 성인(20~64세)이 62.4%, 노인(64세 이상)이 12.3%를 차지한다. 아폴터른에서 인구의 약 71%(25-64세 사이)는 비필수 고등교육 또는 추가 고등교육(대학 또는 응용학문대학)을 완료했다.
아폴터른의 실업률은 2.8%이다. 2005년 기준으로 1차 경제 부문에 85명이 고용되어 있고, 이 부문에 약 33개 기업이 관여하고 있다. 1238명이 2차 부문에 고용되어 있고, 이 부문에 126개의 기업이 있다. 3533명이 3차 부문에 고용되어 있으며, 이 부문에는 441개의 기업이 있다.
역사적 인구는 다음 표에 나와 있다.
| 년도          | 인구    |
| ------------- | ------- |
| 약 1700년까지 | 100-250 |
| 1736          | 1,060   |
| 1850          | 1,855   |
| 1900          | 2,779   |
| 1950          | 3,484   |
| 2000          | 10,314  |

## 교통
아폴터른 암 알비스역은 각각 S5 및 S14 라인에 있는 취리히 S-반의 정류장이자, 종점이다. 기차역은 취리히 중앙역에서 차로 28분 거리에 있다.